# Сех, Ярослав Данилович
Яросла́в Дани́лович Се́х (1 октября 1930, Гонятичи, Львовское воеводство, Польша — 19 ноября 2020, Москва) — артист балета, педагог, балетмейстер

; заслуженный артист РСФСР (1961), заслуженный деятель искусств Российской Федерации (1999), профессор (1989).

## Биография
Учился в Львовском железнодорожном училище и в связи с тем, что мать начала работать билетёршей во Львовском оперном театре, имел возможность посещать все спектакли.
В 1944 году, по окончании железнодорожного училища с похвальной грамотой, как отличник, был направлен в Киевский институт инженеров транспортного машиностроения.
С 1946 по 1948 год учился в балетной студии Львовского оперного театра (руководитель: Александр Павлович Ярославцев).
После посещения в мае-июне 1949 года Львова балетмейстером Михаилом Сатановским, получил положительные рекомендации и был вызван директором хореографического училища Иосифом Артемьевичем Рафаиловым в Москву для внеконкурсного экзамена в августе 1949 года.
В 1951 году окончил Московское хореографическое училище (педагог Н. И. Тарасов).
С 1 сентября 1951 по июнь 1973 года был солистом Большого театра.
В 1959 году награждён орденом «Знак Почёта»
С 1961 года заслуженный артист РСФСР,
В 1971 окончил балетмейстерский факультет ГИТИСа.
С 1971 по 1975 год был педагогом-репетитором в балетных труппах Финского национального балета и Югославии, с 1982 года — в Чехословакии.
С 1975 года преподавал на балетмейстерском факультете ГИТИСа (предметы — «Методика преподавания классического танца» и «Хореографическое наследие»). С 1989 года — профессор.
Среди учеников Ярослава Даниловича — заслуженный артист России Михаил Шарков, Борис Мясников, Михаил Колтунов и другие.
Скончался 19 ноября 2020 года. Отпевание и прощание с умершим состоялось 21 ноября в Благовещенском храме в Петровском парке. В тот же день артист был захоронен на Николо-Хованском кладбище.

## Творчество
В 1954 году на сцене Большого театра дебютировал в характерном танце панадерос в балете А. К. Глазунова «Раймонда» (дебют был оценен в газете «Советский артист»). Далее была партии: Меркуцио в «Ромео и Джульетте»; Георгия в новой редакции «Гаянэ» (балетмейстер В. И. Вайнонен); молодого цыгана в «Каменном цветке» (в 1962 году с постановкой «Каменного цветка» в партиях Данилы и молодого цыгана гастролировал в США); роль Байтемира в «Аселе». Работал с хореографами — Л. Лавровским, Захаровым, Голейзовским, Якобсоном, Радунским, Чабукиани, Виноградовым, Ю. Григоровичем.
В 1939 году в Лондоне М. М. Фокин осуществил постановку балета «Паганини» на музыку С. Рахманинова. В СССР Л. М. Лавровский приступил к постановке своей версии балета и, хотя на пробы на главную партию были приглашены М. Лиепа, В. Васильев, В. Тихонов, Я. Сех, досталась она именно Ярославу Сеху из-за умения с детства играть на скрипке. Партнёршами Я.Сеха были Марина Кондратьева, Наталия Бессмертнова, Наталья Филиппова, Елена Черкасская и Екатерина Максимова. В 1974 году артист снялся в телеэкранизации балета «Паганини».

## Награды и звания
- Орден Дружбы (2 сентября 2013 года) — за большие заслуги в развитии отечественной культуры и искусства, многолетнюю плодотворную деятельность[7]
- Орден «Знак Почёта» (15 сентября 1959 года).
- Заслуженный деятель искусств Российской Федерации (30 июля 1999 года) — за заслуги в области искусства[8].
- Заслуженный артист РСФСР (28 марта 1961 года).
- Почётная грамота Президиума Верховного Совета РСФСР (25 мая 1976 года) — за многолетнюю плодотворную работу в области советского искусства и в связи с 200-летием Государственного академического Большого театра СССР[9].